# قانع (شاعر)
محمد كابولي (بالكردية موحەممەد کابولی،Mihemed Kabulî) والمعروف باسم قانع وهو شاعر كردي ولد في يوم 15 أيلول - سبتمبر مدينة مريوان في إيران سنة 1898 م وتوفي في يوم 7 أيلول من سنة 1965 م.

## أعماله
- گوڵاڵەی مەریوان.
- باغچەی کوردستان.
- چوارباخی پێنجوێن.
- شاخی ھەورامان.
- دەشتی گەرمیان.